# Books on Demand
Die Books on Demand GmbH (kurz BoD) ist eine Self-Publishing-Plattform, die Publikationsdienstleistungen für Verlage und Selbstpublikationen anbietet. Das 2001 durch Libri gegründete Unternehmen hat seinen Hauptsitz in Norderstedt bei Hamburg, seinen operativen Sitz jedoch in Bad Hersfeld und gilt als europäischer Marktführer im Bereich Print-on-Demand. Es bietet seine Dienstleistungen in Dänemark, Deutschland, Finnland, Frankreich, Norwegen, Österreich, Schweden, der Schweiz und Spanien an. Die BoD ist seit 2001 eine Tochterfirma der Libri GmbH. Diese wiederum ist seit 1993 eine Tochtergesellschaft der Athena IP Vermögensverwaltung GmbH & Co KG, Hamburg, die der maxingvest ag der Familie Herz gehört (bekannt durch Tchibo und Beiersdorf). BoD ist Mitglied im Börsenverein des Deutschen Buchhandels. Stand Februar 2024 nutzten mehr als 4000 Verlage BoD.

## Unternehmensgeschichte
Als in den 1990er-Jahren das Print-on-Demand-Verfahren aufkam, also die Möglichkeit, Bücher erst bei Abruf, nach dem Kauf im Buchhandel, speziell für den Käufer zu drucken, entwickelte der Buchgroßhändler Libri die Idee zum Unternehmen „Books on Demand“. Libri erstellte im Jahre 1997 ein erstes Marketingkonzept. Bereits im Juli des Folgejahres konnte der erste BoD-Titel Die Verfassung der Freien und Hansestadt Hamburg – eine kommentierte Fassung als Paperback veröffentlicht werden. Zu diesem Zeitpunkt war BoD noch ein Projekt im Hause Libri, kein eigenständiges Unternehmen. 1999 konnte der 10. Computerworld Smithsonian Award in der Kategorie Manufacturing gewonnen werden. Hiermit wurde der Beitrag des Projektes zur innovativen Nutzung von Informationstechnologien ausgezeichnet. Im Dezember des Jahres erschien dann bereits der tausendste BoD-Titel.
Der schnelle Zuwachs an publizierten Titeln führte dazu, dass man sich nach der Jahrtausendwende dazu entschied, aus dem Projekt BoD ein eigenständiges Unternehmen zu machen. Am 1. Januar 2001 wurde dann die Books on Demand GmbH als Tochterunternehmen der Libri GmbH gegründet. Über die Jahre wurde das Portfolio des Unternehmens nach und nach ergänzt. So wurde ab 2002 das Digital-Farbbuch on Demand möglich; 2003, zur Buchmesse in Leipzig, stellte BoD erstmals farbige Faksimile-Drucke vor. Die gebundenen Bücher sind seitdem mit kaschiertem Einband, mit geradem oder rundem Buchrücken und als Leseband produzierbar. Der farbige Buchdruck wurde auf Hardcover-Ausgaben ausgeweitet. Im Jahre 2006 konnte die Marke von fünf Millionen gedruckten Büchern erreicht werden. Außerdem wurde das Angebot nach und nach auf den dänischen, den finnischen und den französischen Markt ausgeweitet.
Seit 2013 gibt Libri in Kooperation mit der Hochschule für angewandtes Management in Erding, regelmäßig Studien zur Entwicklung des europäischen Self-Publishing-Markts heraus.
Im Oktober 2015 startete BoD gemeinsam mit der Verlagsgruppe Random House die Self-Publishing-Plattform: TWENTYSIX – Der Self-Publishing Verlag.
Im Januar 2017 wurde zudem die Plattform PubliQation – Academic Publishing ins Leben gerufen, die sich an Universitäten, Bibliotheken, Institute und Mitglieder des Wissenschaftsbetriebs richtet und das unabhängige Publizieren von wissenschaftlichen Inhalten ermöglicht.
Laut eigenen Angaben nutzen das Unternehmen inzwischen (wann?) mehr als 35.000 Autoren, die über 65.000 Bücher und mehr als 45.000 E-Books veröffentlicht haben, sowie über 2.000 Verlage. Seit Gründung 2001 wurden (bis wann?) mehr als 28 Millionen Bücher gedruckt. Alle Bücher in gedruckter Form sind zudem seit mehreren Jahren FSC®-zertifiziert.

## Geschäftsmodell

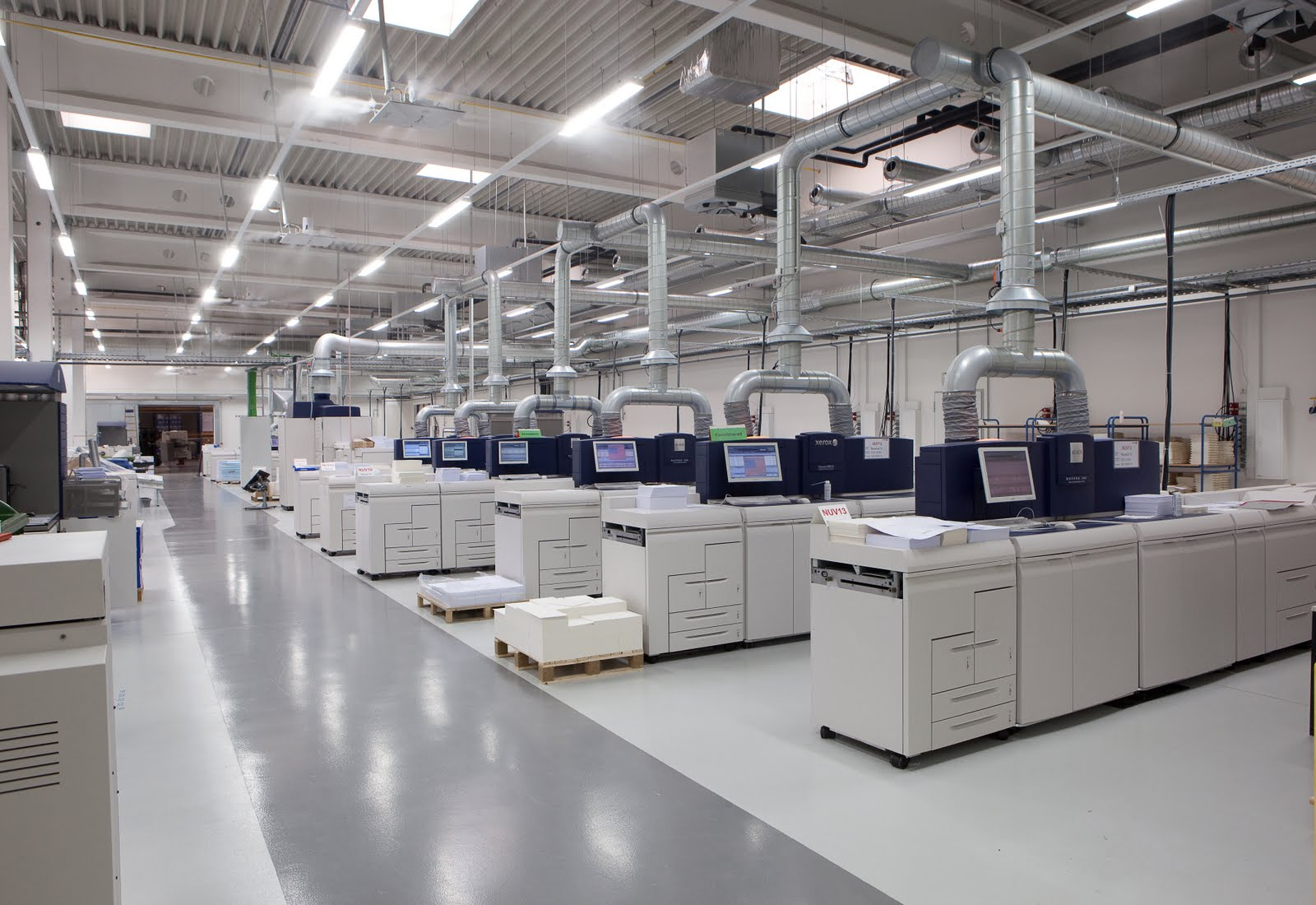
Blick in das Druckzentrum von BoD in Norderstedt bei Hamburg.

Das Geschäftsmodell basiert auf der Selbstpublikation von E-Books und der Print-on-Demand-Idee: Anstatt eine feste Auflage vorzufinanzieren und zu produzieren, werden die Inhalte digitalisiert. Erst auf Bestellung – on demand – wird das Buch dann gedruckt. BoD bietet den Druck und die Lieferung der Bücher an und deckt als Systemdienstleister auch den Vertrieb ab. Durch direkte Anbindung an die wesentlichen Barsortimente im Buchhandel (Libri, KNV, Umbreit) sind alle bei BoD gespeicherten Titel flächendeckend im stationären Buchhandel und in über 1.000 Online-Shops erhältlich. Zum Kundenkreis zählen Privatpersonen sowie mehr als 2.000 Verlage, die Titel für das eigene Sortiment produzieren lassen. Über Schnittstellen zu verschiedenen Verlagsauslieferungen ist es außerdem möglich, Bücher als Streckengeschäft direkt aus der Produktion im Namen der Verlagsauslieferungen an den Besteller auszuliefern.

### Nutzung durch Autoren
Über die Website des Unternehmens können Kunden Buchveröffentlichungen als Selbstpublikation in diversen Ausstattungen, u. a. in Form eines Hardcovers oder/und Paperbacks oder/und E-Books online in Auftrag geben. Die Kunden entscheiden selbst über Inhalt, Form und Erscheinungszeitpunkt ihrer Titel und bestimmen den Ladenpreis und damit ihr Honorar bzw. ihre Gewinnspanne pro verkauftem Exemplar. Weitere Dienstleistungen wie persönliche Beratung, Lektorat oder Einbandgestaltung können gegen Extra-Honorar gebucht werden.
Obwohl das angewandte Publikationsverfahren eigentlich für Kleinstauflagen entwickelt wurde, gelangten einige Titel auf anerkannte Bestsellerlisten:
- Sarah Saxx: King of Chicago – Verliebt in einen Millionär; der Liebesroman erreichte im Januar 2017 Platz 1 der Bild-Bestsellerliste
- Markolf H. Niemz: Lucy mit c; der populärwissenschaftliche Roman belegte im Mai 2006 als Neueinstieg Platz 13 der Taschenbuch-Bestsellerliste der Zeitschrift Gong.
- Reinhard Rossmann, Daniel Schandl und Thomas Fuchs: Die 7 Sünden beim Gründen; der in Märchenform erzählte Ratgeber für Existenzgründer kam wenige Monate später auf Platz 17 der Wirtschafts-Bestsellerliste des Manager Magazins.
- Jennifer Cranen: Ich will nicht, dass ihr weint; das Krebs-Tagebuch schaffte es im November 2008 auf die Taschenbuch-Bestsellerliste von Spiegel Online.

Neben Romanen, Gedichtbänden, Kurzgeschichtensammlungen und populärwissenschaftlichen Sachbüchern zählen auch Pflichtexemplare von wissenschaftlichen Texten wie Studien, Seminar-, Diplom- oder Doktorarbeiten sowie Bedienungsanleitungen, Schulungsunterlagen, Festschriften und Tagungsbände zu den typischen Einsatzfeldern, in denen Autoren via BoD publizieren.
Im August 2022 startete BoD die Online-Schreibplattform WriteControl für Autorinnen und Autoren. Sie soll vor allem für Neulinge Schwellenängste herabsetzen und das Arbeiten am Text verbessern. Ab September 2023 können Autoren über WriteControl auf KI-gestützte Tools zurückgreifen. Die Tools sollen beim Schreiben unterstützen und Texte vor Text- und Data-Mining schützen.

### Edition BoD
Vito von Eichborn, Gründer des Eichborn Verlags, wirkte von 2006 bis 2013 als Herausgeber für die Edition BoD. Aus den Neuerscheinungen der Autoren wählte er monatlich anhand von Qualitäts- und Originalitätskriterien einen neuen Titel für die Edition. Ziel der Edition war es, exemplarisch aufzuzeigen, welche außergewöhnlichen Publikationen im Self-Publishing möglich sind.

### Nutzung durch Verlage
Nach eigenen Angaben werden die Leistungen von mittelständischen Verlagen bis zu internationalen Verlagsgruppen genutzt. Neben Wissenschafts- und Sachbuchverlagen wie Springer oder De Gruyter werden auch Titel für Belletristik-Verleger wie dem Suhrkamp-Verlag produziert. Oft handelt es sich hierbei um Erstauflagen mit kleiner Auflage und/oder hohem Auflagenrisiko oder um eine Wiederauflage vergriffener Titel.
Stand Februar 2024 nutzten mehr als 4000 Verlage BoD, wodurch Libri Rücksendung, Verramschung und Einstampfung vermeiden möchte. Beim Konkurrenten Zeitfracht sind es nur 500 Verlage.

### BoD Bestseller-Listen
Das Branchen-Magazin BuchMarkt veröffentlicht seit April 2024 monatlich die bestverkauften BoD-Titel in einer Liste, die dem Buchhandel zur Verfügung gestellt wird. Der BuchMarkt ist auch für die Erhebung der SPIEGEL-Bestseller-Listen verantwortlich.

## Auszeichnungen
- 1999: Computerworld Smithsonian Award
- 2006: Deutschland – Land der Ideen für die innovative Idee, Bücher erst nach eingegangener Bestellung zu drucken
- 2006: Golden Pixel Award in der Kategorie „Buch-Projekte“ für das von der Hochschule für Gestaltung und Kunst Zürich (HGKZ) herausgegebene BoD-Buch Aufträge.
- 2011: Querdenker-Award für das innovative Publikationskonzept verliehen, das jedem die Chance gibt, das eigene Buch gedruckt und als E-Book zu veröffentlichen.